# Straßenbahn Łódź
Die erste elektrische Straßenbahn in Łódź (deutsch Lodz oder Lotsch) verkehrte am 23. Dezember 1898.
Łódź war die erste Stadt in Kongresspolen, die eine elektrische Straßenbahn bekam. Zu Beginn waren es zwei kurze Strecken in der Innenstadt. Im Jahr 1901 wurden die ersten Überlandstrecken in Betrieb genommen. Die erste führte nach Pabianice und die zweite nach Zgierz. Diese beiden Strecken wurden von kapitalkräftigen Unternehmern gebaut, um Arbeiter aus der Stadt zu ihren Fabriken befördern zu können. Diese Privatinitiative wurde von Industriellen deutscher Abstammung dominiert. Zwischen 1910 und 1931 entstanden weitere Überlandstraßenbahnen rund um Łódź, wodurch die Stadt das größte Netz dieser Art in Polen besaß. Nach dem Zweiten Weltkrieg wurden die städtischen und Überlandbahnen verstaatlicht und das Unternehmen Miejskie Przedsiębiorstwo Komunikacyjne – Łódź (MPK – ‘Städtischer Verkehrsbetrieb’) gegründet. Die großen Neubaugebiete der Nachkriegszeit wurden alle an das Straßenbahnnetz angeschlossen. Bis am Ende des Jahres 1976 die Strecke nach Tuszyn stillgelegt wurde, blieb das Straßenbahnnetz vollständig erhalten. In den 1990er Jahren wurden die Strecken nach Aleksandrów und Rzgów stillgelegt.
Zurzeit (2012) besitzt Łódź 16 städtische Straßenbahnlinien und drei Überlandlinien, von denen die Linie 46 nach Ozorków mit einer Länge von 29 Kilometern die längste polnische Straßenbahnlinie ist. Die Spurweite der Straßenbahn Łódź ist die Meterspur (1000 Millimeter). Der Fahrzeugpark ist sehr vielfältig: polnische Konstal-Wagen, gebrauchte deutsche Duewag-Einheitswagen und neue polnische Niederflurbahnen.

## Geschichte

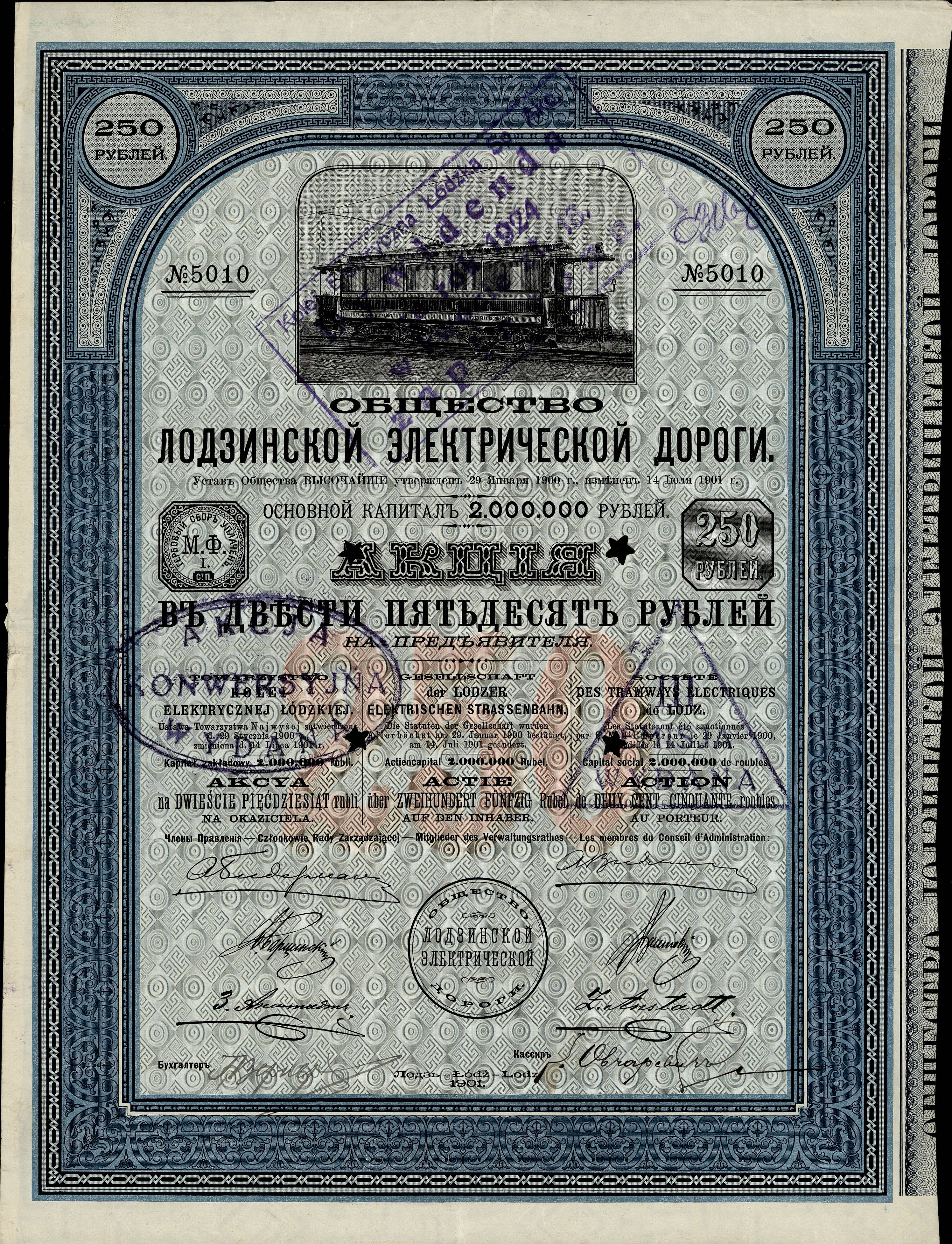
Aktie über 250 Rubel der AG der Lodzer Elektrischen Strassenbahn von 1901

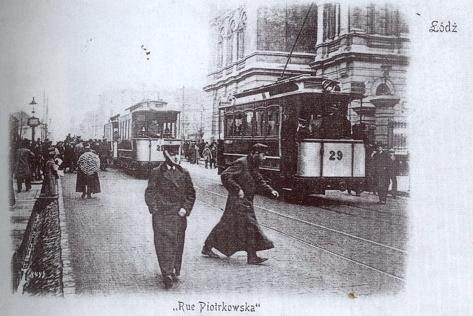
Alte Ansichtskarte einer der ersten Straßenbahnen in Łódź, Triebwagen des Herstellers Herbrand in der Piotrkowska-Straße.

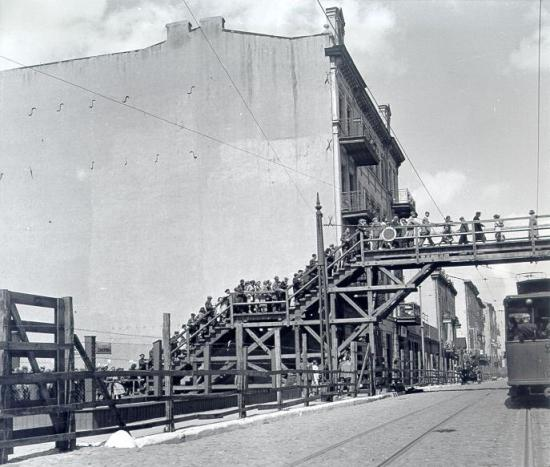
Die Straßenbahn fuhr durch das Ghetto Litzmannstadt, hier die Linie 3.

Im Jahr 1892 lebten in Łódź mehr als 300 000 Einwohner. Die Stadt war bereits stark industrialisiert, aber es fehlte eine moderne Stadtplanung. Es gab keine breiten Ausfallstraßen und keine Ringstraßen. Der gesamte Verkehr kam in der Stadtmitte zusammen, vor allem auf der Piotrkowska-Straße. In der Mitte der 1880er Jahre verkehrte für kurze Zeit eine Pferdestraßenbahn, die aus hygienischen Gründen wieder eingestellt wurde. Nach dem Vorbild der Städte Dresden und Leipzig wollte die Stadtverwaltung eine elektrische Straßenbahn einführen, die Tag und Nacht verkehren sollte: am Tag für den Personen- und nachts für den Güterverkehr. Die Zustimmung zum Bau des Straßenbahnnetzes wurde von Zar Nikolas II. von Russland höchstpersönlich dem Unternehmer Julius Kunitzer gewährt.
Die technische Seite und die Stromversorgung mussten von Kunitzer entwickelt und finanziert werden. Er arbeitete eng mit dem AEG-Konzern zusammen und der Aufbau des Netzes begann 1897.
Die Konzession umfasste zunächst vier Linien, von denen am 23. Dezember 1898 zwei in Betrieb gingen: eine vom Kirchplatz zum Oberen Markt (heutiger Reymonta-Platz) und die andere vom Helenów-Park zum Restaurant Paradyż (nahe dem heutigen Zentrum) an der Piotrkowska-Straße. Im Februar 1899 wurden die anderen zwei Linien in Betrieb genommen. Łódź besaß damit als erste Stadt in Kongresspolen und zehn Jahre eher als Warschau elektrische Straßenbahnen.
Im Jahr 1903 umfasst das Straßenbahnnetz neun Linien:
- 1: Oberer Markt ↔ Kościelny-Platz
- 2: Tramwajowa-Straße ↔ Kościelny-Platz
- 3: Oberer Markt ↔ Friedhöfe
- 4: Oberer Markt ↔ Helenów-Park
- 5: Milsza-Straße ↔ Helenów-Park
- 6: Milsza-Straße ↔ Kościelny-Platz
- 7: Tramwajowa-Straße ↔ Oberer Markt
- 9: Widzew ↔ Główna-Straße
- 10: Wassermarkt ↔ Kościelny-Platz

Die Nord-Süd-Verbindung, die auf der neuen und wichtigen Zentralachse Piotrkowska-Straße verlief, wurde die wichtigste Straßenbahnverbindung. Kurz vor dem Ausbruch des Ersten Weltkriegs verkehrten zwölf innerstädtische Straßenbahnlinien. Der Betrieb der Straßenbahn verlief sehr erfolgreich, und schnell rentierten sich die geleisteten Investitionen. Der Verkehr in der Innenstadt nahm ab, und die befürchteten Unfälle und Proteste von privaten Droschkenbesitzern blieben aus. Die zaristische Polizei brauchte in den ersten Jahren nur gegen einzelne Kutscher vorzugehen, die eine Straßenbahn entgleisen lassen wollten. Der Hauptbahnhof (Kaliska) bekam erst im Jahr 1913 eine Straßenbahnverbindung mit der Stadt, wobei erst 1933 der Bahnhofsvorplatz bedient wurde. Eine Wendeschleife bekam er übrigens erst 1947. In den Jahren nach dem Ersten Weltkrieg wurde das Straßenbahnnetz kontinuierlich in kleinen Schritten erweitert. 1928 war das Jahr, in dem der Rekord von 22 Kilometern Strecke neu eröffnet wurde. Im Jahr 1929 gab es 17 innerstädtische Linien mit einer Gleislänge von 46 Kilometern, es wurden im Mittel 238 000 Fahrgäste pro Tag befördert. Erst nach dem Zweiten Weltkrieg wurde wieder in das Straßenbahnnetz investiert.

### Aufbau des Überlandnetzes

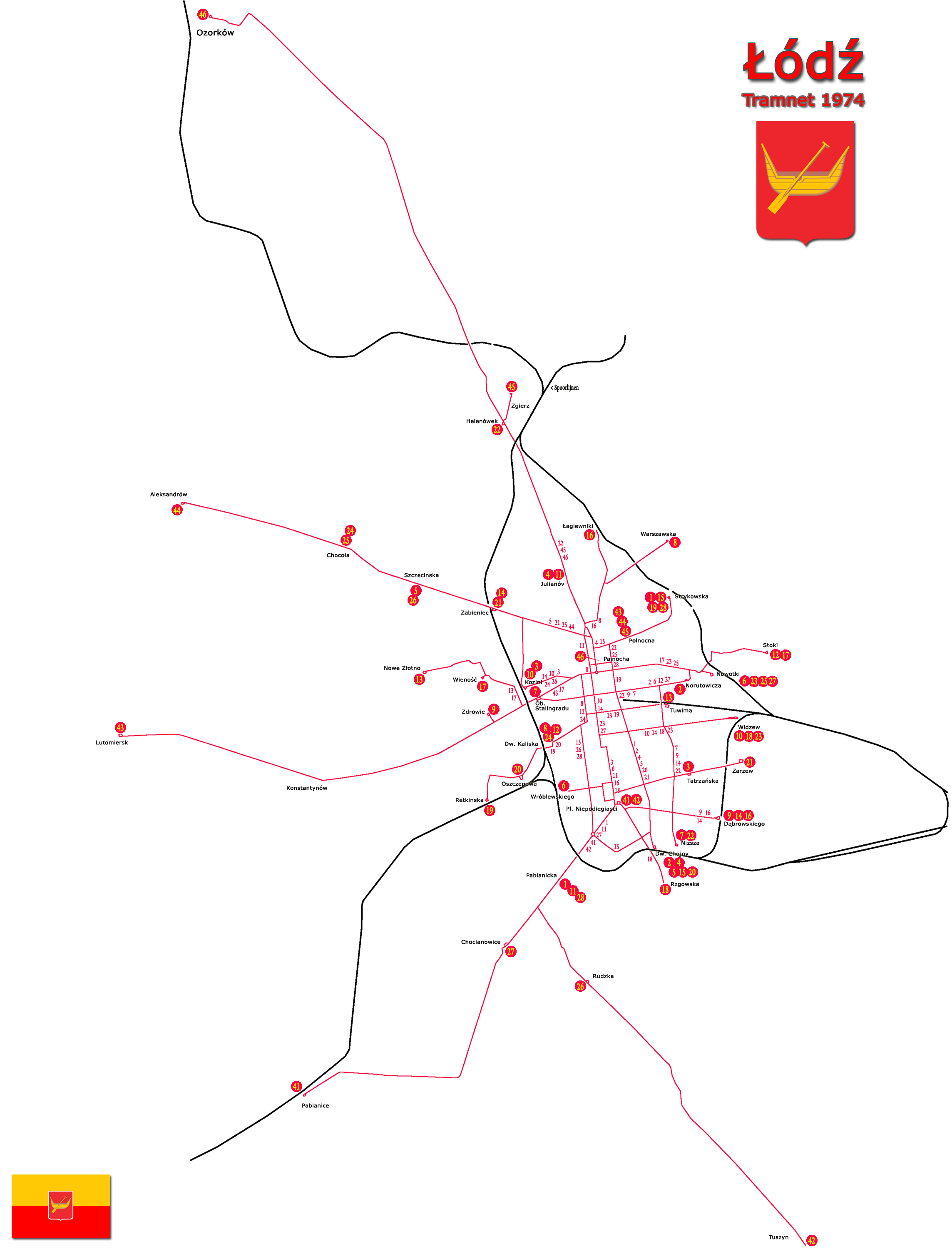
Größte Ausdehnung des Straßenbahnnetz (1974).

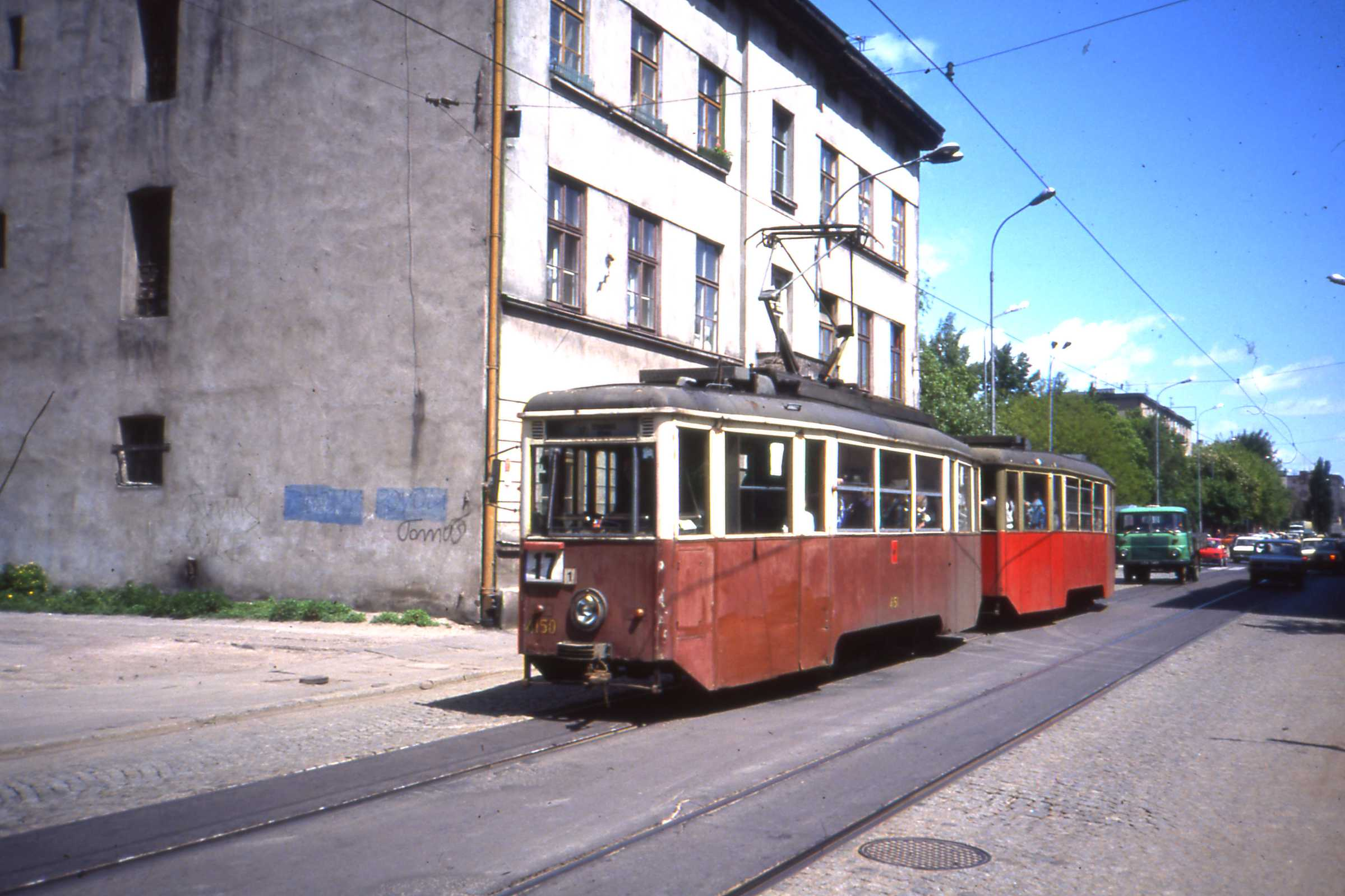
Triebwagen Konstal 5N, das weit verbreitete Nachkriegsmodell in Polen. Linie 17, Mai 1991.

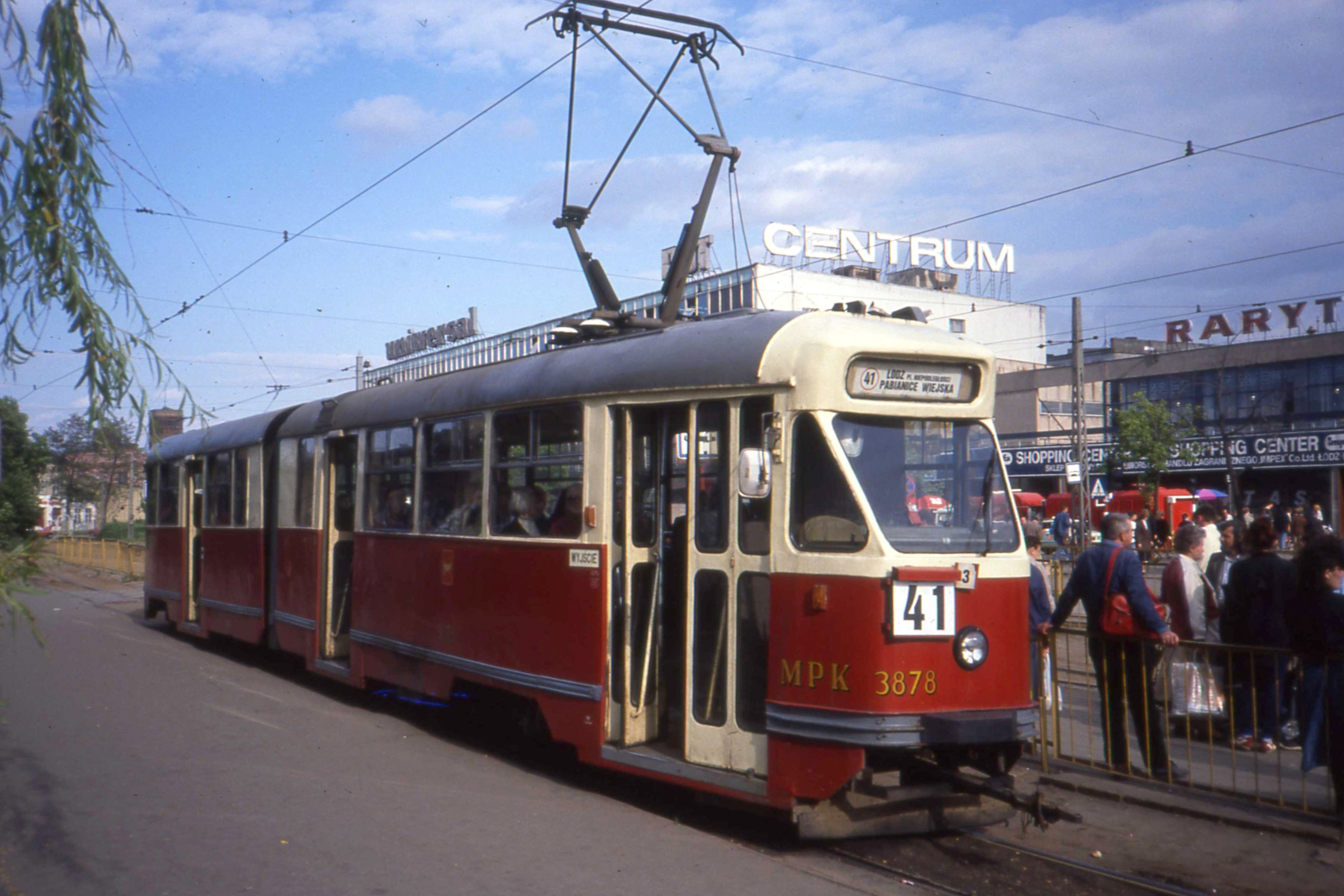
Sechsachsiger Konstal 102Na-Triebwagen auf der Linie 41. In Dienst gestellt als Nr. 878 im Jahr 1973. Diese Bauserie wurde 1993 ausgemustert.

Die Besitzer der Industriebetriebe rund um Łódź sahen den Vorteil der Straßenbahn für ihre Arbeiter und Güter und forderten die Erweiterung des Netzes in Richtung ihrer Firmen, die sich in den Vororten von Łódź befanden. Wieder gewann der kapitalkräftige Julius Kunitzer die Konzession. Der offizielle Name des Konsortiums war: Konsorcjum brzmiała: Łódzko-Zgierskie i Łódzko-Pabianickie Elektryczne Wąskotorowe Koleje Podjazdowe (Elektrische Schmalspurbahnen Łódź – Zgierz und Łódź – Pabianice). Dieses Konsortium baute zusammen mit der AEG zwei Überlandbahnen: die heutige Linie 41 mit 15 Kilometern Länge von Łódź nach Pabianice, eröffnet am 17. Januar 1901 und die heutige Linie 16 mit einer Länge von 9,5 Kilometern von Łódź nach Zgierz, die zwei Tage später eröffnet wurde. Julius Kunitzer selbst wurde während des Aufstands im Jahr 1905 von seinen eigenen Arbeitern ermordet.
Im Jahr 1908 wurde der Betreiber der Überlandlinien in eine Gesellschaft mit beschränkter Haftung überführt, die unter dem Namen Towarzystwo Łódzkich Wąskotorowych Elektrycznych Kolei Dojazdowych (ŁWEKD) am 14. Juli 1908 für 48 Jahre die Konzession für den Betrieb der beiden Linien erwarb. 40 % der Anteile dieser GmbH befanden sich in den Händen der Familie Scheibler, einer anderen kapitalkräftigen Großindustriellen-Familie. Das wichtigste Ziel des Unternehmens war gemäß der Satzung der Ausbau des Überlandstraßenbahnnetzes. Als dritte Strecke wurde die Linie von Łódź nach Aleksandrów gebaut. Diese wurde in zwei Phasen eröffnet, da die Eisenbahnstrecke in den Süden überquert werden musste. Am 25. Februar 1910 konnte die Gesamtstrecke feierlich in Betrieb genommen werden. In den folgenden Jahren wurden Überlandlinien eröffnet: nach Ruda Pabianicka (1910), Konstantynów (1911), Tuszyn (1916), Kruszów (1917), Ozorków (1922) und Lutomiersk (1931). Letztere wurde zunächst nicht elektrifiziert und so als Dampfstraßenbahn eröffnet. Vor dem Ersten Weltkrieg wurden Straßenbahnstrecken nach Brzeziny, Koluszki, Zduńska Wola und Piotrków Trybunalski geplant, aber wegen fehlender Finanzmittel nicht realisiert. Die Überlandlinien nach Tuszyn (1976), Aleksandrów (1991) und Rzgów (1993) wurden später stillgelegt, die anderen werden heute (2012) noch betrieben und sind in das städtische Straßenbahnnetz integriert. Nach dem Zweiten Weltkrieg wurden die städtischen und zwischenstädtischen Verkehrsunternehmen verstaatlicht und fusioniert. Viele Vororte wurden an das Straßenbahnnetz angeschlossen und neue Fahrzeuge wurden beschafft. Diese stammten fast ausschließlich vom polnischen Hersteller Konstal und waren größtenteils zweiachsige Triebwagen mit ein oder zwei Beiwagen. Wie in vielen Ländern des Ostblocks wurde wenig in die Unterhaltung des Straßenbahnnetzes investiert, gleichzeitig wurde aber von der Straßenbahn eine große Verkehrsleistung erbracht.
In der Zeit vor den politischen Umwälzungen in Polen wurden alle Neubaugebiete an das Straßenbahnnetz angeschlossen, dies war eine Notwendigkeit, da der private Automobilverkehr fast völlig fehlte. Seit den 1970er Jahren gab es jährlich einen geringen Rückgang der Fahrgastzahlen, hauptsächlich auf den Überlandlinien.

### Entwicklung seit 1990 bis heute

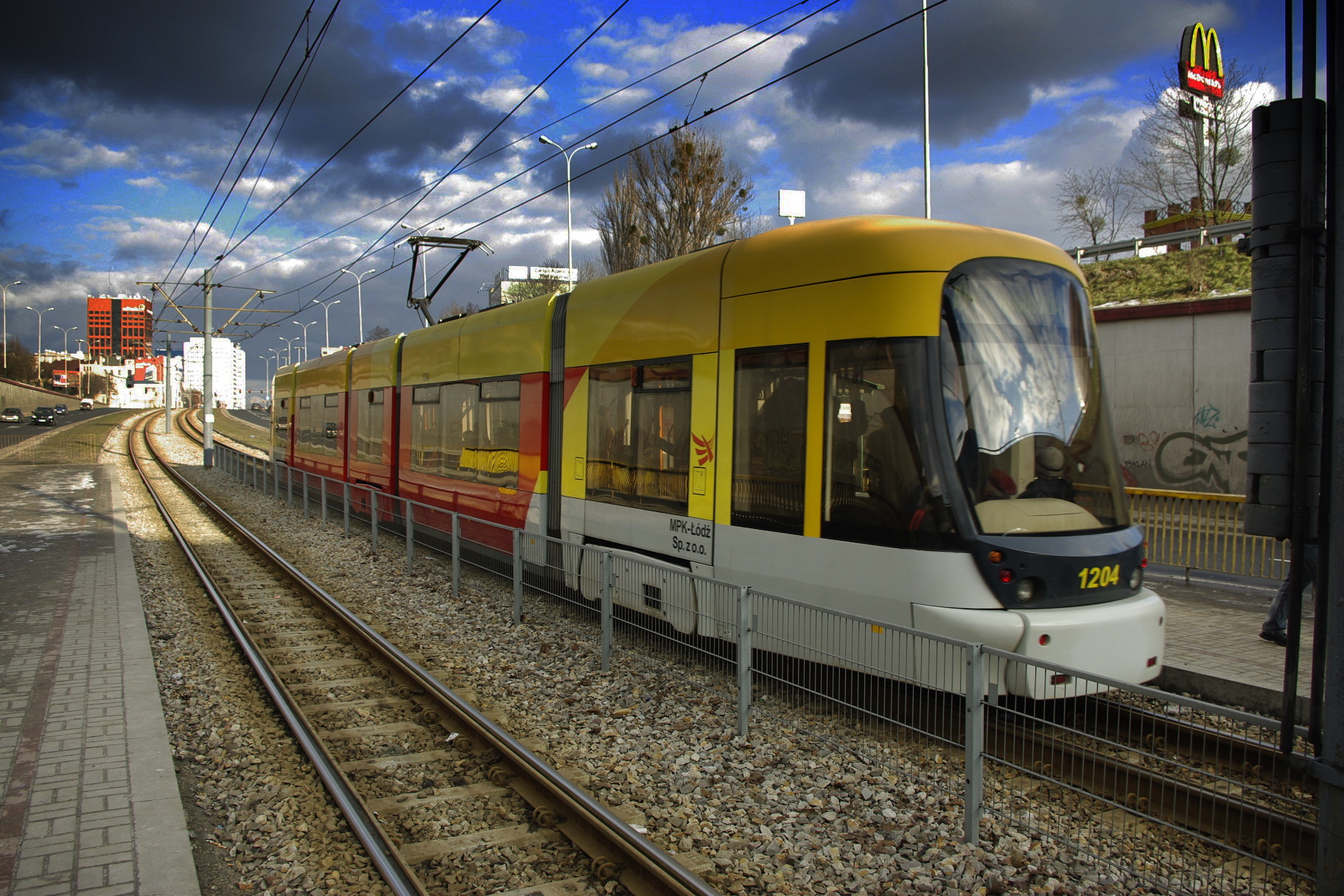
Bombardier Cityrunner in der Innenstadt.

Nach dem Fall des Eisernen Vorhangs begann in Łódź eine Modernisierung des öffentlichen Verkehrs. Einige kurze Linien wurden eingestellt und die Vielzahl von direkten Linienverbindungen (30) wurde am 1. Januar 2001 auf ein rationelleres Netz von 15 städtischen Linien (1–15) und fünf Überlandlinien (41, 43, 43bis, 45, 46) reduziert. Um den Betrieb zu modernisieren und zu beschleunigen, wurde das Projekt Łódzki Tramwaj Regionalny (ŁTR) ins Leben gerufen. Es handelt sich um ein Stadtbahn-Projekt, das aus der Verknüpfung der Linien 11, 41 und 46 zu einer langen Stadtbahnlinie von Ozorków über Łódź nach Pabianice besteht. Zu diesem Zweck wurden, wo nötig, die Gleise ersetzt und der Unterbau verstärkt, auf den eingleisigen Abschnitten moderne Signale installiert und zehn Niederflurtriebwagen des Typs PESA 122N angeschafft. Das Projekt konnte bisher aufgrund fehlender finanzieller Mittel jedoch nur zwischen Helenówek und Chocianowice abgeschlossen werden. Ein anderes Stadtbahnprojekt umfasst den Ausbau der Linie 10 Retkinia - Widzew und eine Verlängerung der Strecke zur Siedlung Olechow. Baubeginn ist 2013. Es werden europäische Fördermittel für die Fertigstellung der Strecke Ozorków ↔ Pabianice erwartet. Des Weiteren werden bis 2020 neue Straßenbahnstrecken an den Straßen Kopcińskiego, Palki und Rzgowska geplant.

## Liniennetz 2020

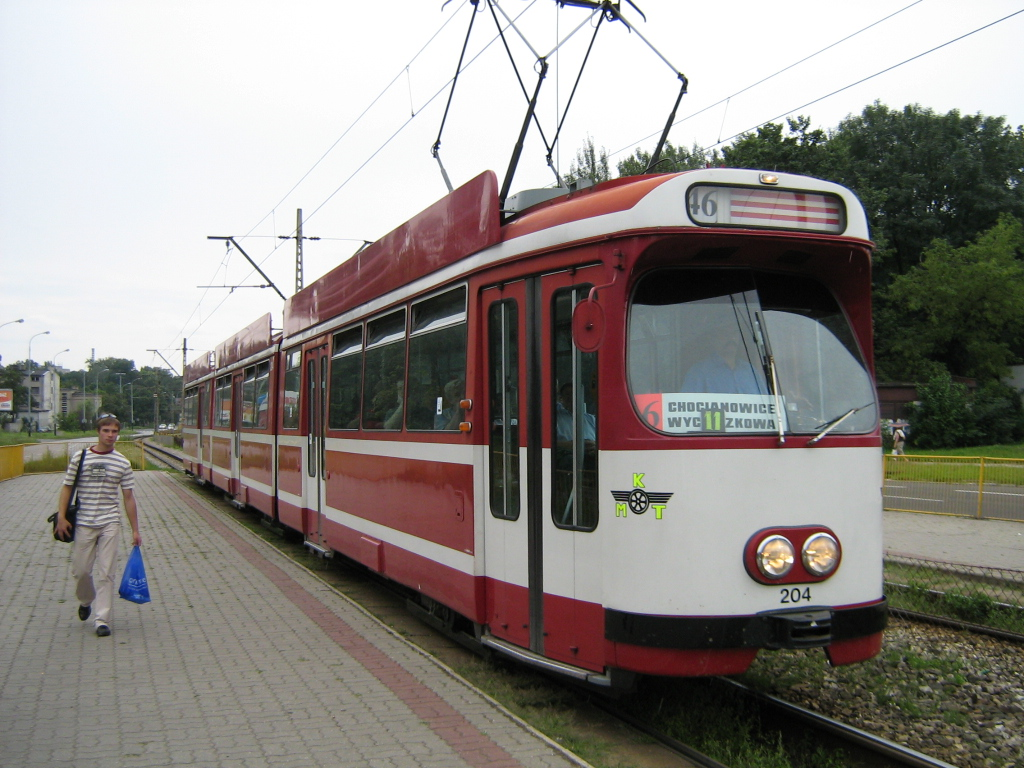
Ehemals Freiburger Duewag-Achtachser auf der Linie 46.

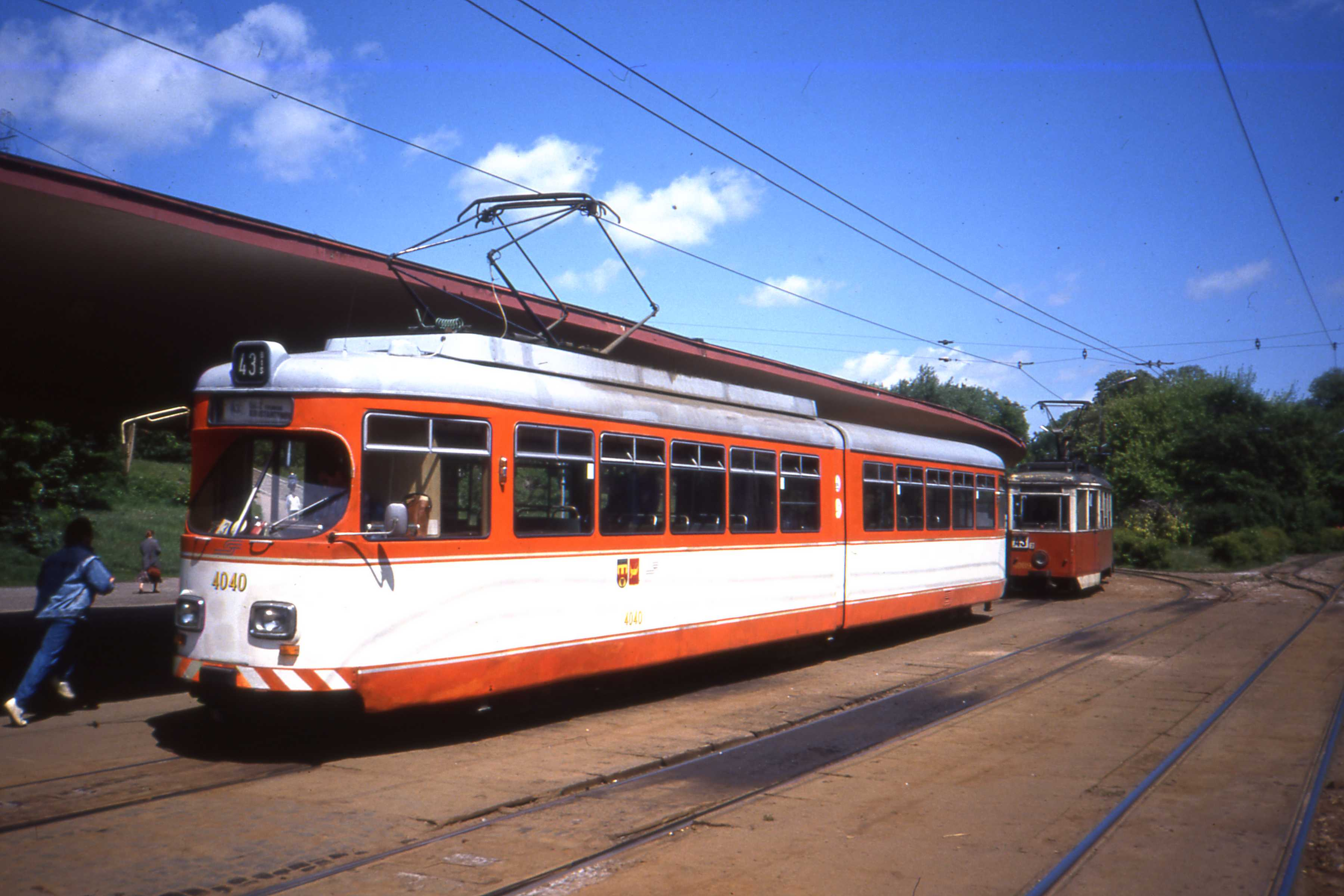
Ehemals Bielefelder Duewag-Sechsachser auf der Linie 43bis, der letzten bis-Linie in Łódź

| Linie | Linienverlauf | Länge         | Fahrzeit [min] | Halte | Wagentyp                    | Takt Mo–Fr       | Takt Sa   | Takt So |
| ----- | --- | ------------- | -------------- | ----- | --------------------------- | ---------------- | --------- | ------- |
| 1     | DW. ŁÓDŹ CHOJNY - Kilińskiego, Franciszkańska, Wojska Polskiego, Strykowska - DOŁY | 9,7 km        | 38-42          | 22    | Konstal 805Na, Duewag GT8N  | 15 min           | 15 min    | 20 min  |
| 2     | DW. ŁÓDŹ DĄBROWA – Dąbrowskiego, Rzgowska, pl. Niepodległości, Piotrkowska, Mickiewicza, Kościuszki, Zachodnia, Limanowskiego, Aleksandrowska – KOCHANÓWKA                                                                           | 14,6 km       | 62-64          | 35    | Duewag MGT6D, Konstal 805Na | 15 min (7,5 min) | 15 min    | 20 min  |
| 3     | PL. NIEPODLEGŁOŚCI – Piotrkowska, Mickiewicza, Kościuszki, Zachodnia, Zgierska, Dolna, Łagiewnicka, Warszawska – MARYSIN SKRZYDLATA                                                                                                  | 9,0 km        | 40-44          | 23    | MGT6D, Duewag M8CN          | 15 min (7,5 min) | 15 min    | 20 min  |
| 4     | DW. ŁÓDŹ DĄBROWA - Dąbrowskiego, Śmigłego-Rydza, Kopcińskiego, Narutowicza, Tramwajowa, Węglowa, Rodziny Poznańskich, Pomorska, Plac Wolności, Nowomiejska, Zgierska – HELENÓWEK                                                     | 13,4 km       | 58-60          | 35/36 | Konstal 805Na, GT8N         | 15 min           | 15 min    | 20 min  |
| 5     | CHOJNY KURCZAKI – Rzgowska, pl. Niepodległości, Piotrkowska, pl. Reymonta, Przybyszewskiego, Kilińskiego, Franciszkańska, Wojska Polskiego, Zgierska, Limanowskiego, Aleksandrowska - DW. ŁÓDŹ ŻABIENIEC                             | 12,6 km       | 59-63          | 33/34 | Konstal 805Na               | 15 min           | 15-20 min | 20 min  |
| 6     | CHOJNY KURCZAKI – Rzgowska, pl. Niepodległości, Piotrkowska, Mickiewicza, Kościuszki, Zachodnia, Ogrodowa, Północna, Nowomiejska, Franciszkańska, Wojska Polskiego, Strykowska - DOŁY                                                | 12,6 km       | 50-52          | 25    | Konstal 805Na, M8CN         | 15 min           | 15 min    | 20 min  |
| 7     | WIDZEW AUGUSTÓW – Rokicińska, Puszkina, Przybyszewskiego, pl. Reymonta, Piotrkowska, Mickiewicza, Kościuszki, Zachodnia, Ogrodowa, Północna – PÓŁNOCNA                                                                               | 11,7 km       | 50-54          | 29/30 | Konstal 805Na               | 15 min           | ---       | ---     |
| 8     | CM. ZARZEW – Lodowa, Przybyszewskiego, Puszkina, Rokicińska, Piłsudskiego, Mickiewicza, Włókniarzy, Limanowskiego, Aleksandrowska – KOCHANÓWKA                                                                                       | 18,0 km       | 64             | 35    | Konstal 805Na, MGT6D        | 15 min (7,5 min) | 15-20 min | 20 min  |
| 9     | OLECHÓW – Ofiar Terroryzmu 11 Września, Odnowiciela, Hetmańska, Rokicińska, Piłsudskiego, Kopcińskiego, Narutowicza, P.O.W., Rodziny Poznańskich, Kilińskiego, Narutowicza, Zielona, Konstantynowska – ZDROWIE                       | 14,4 km       | 58-62          | 34    | Konstal 805Na, GT8N         | 15 min           | 15-20 min | 20 min  |
| 10A   | WIDZEW AUGUSTÓW – Rokicińska, Piłsudskiego, Mickiewicza, Bandurskiego, Karolewska, Bratysławska, Wyszyńskiego – RETKINIA | 12,5 km       | 39-41          | 25    | Pesa 122 NaL                | 15 min           | ---       | ---     |
| 10B   | OLECHÓW – Ofiar Terroryzmu 11 Września, Odnowiciela, Hetmańska, Rokicińska, Piłsudskiego, Mickiewicza, Bandurskiego, Karolewska, Bratysławska, Wyszyńskiego – RETKINIA                                                               | 17,0 km       | 52             | 32    | Pesa 122 NaL                | 15 min           | 15-20 min | 20 min  |
| 11A   | CHOJNY KURCZAKI - Rzgowska, Paderewskiego, rondo Lotników Lwowskich, Pabianicka, pl. Niepodległości, Piotrkowska, Mickiewicza, Kościuszki, Zachodnia, Zgierska – HELENÓWEK                                                           | 10,6 km       | 58-62          | 35    | Konstal 805Na               | 15 min           | ---       | ---     |
| 11B   | CHOCIANOWICE IKEA – Pabianicka, rondo Lotników Lwowskich, Pabianicka, pl. Niepodległości, Piotrkowska, Mickiewicza, Kościuszki, Zachodnia, Zgierska – HELENÓWEK                                                                      | 16,2 km       | 62-64          | 38    | Pesa 122N, Cityrunner       | 15 min           | 15-20 min | 20 min  |
| 12    | STOKI – Telefoniczna, działki, Pomorska, Konstytucyjna, Narutowicza, P.O.W., Rodziny Poznańskich, Kilińskiego, Narutowicza, Zielona, Gdańska, Kopernika, Włókniarzy, Bandurskiego, Karolewska, Bratysławska, Wyszyńskiego – RETKINIA | 12,8 km       | 54-57          | 31    | Pesa 122NaL                 | 15 min           | 15 min    | 20 min  |
| 13    | DĄBROWA NIŻSZA – Niższa, Śmigłego-Rydza, Kopcińskiego, Narutowicza, P.O.W., Rodziny Poznańskich, Kilińskiego, Narutowicza, Zielona, Legionów, Włókniarzy, Limanowskiego, Aleksandrowska – TEOFILÓW                                   | 15,3 km       | 65-67          | 33    | Konstal 805Na               | 15 min           | 15 min    | 20 min  |
| 14    | DW. ŁÓDŹ DĄBROWA - Dąbrowskiego, Śmigłego-Rydza, Piłsudskiego, Mickiewicza, Bandurskiego, Karolewska, Bratysławska - KAROLEW (Sa, So, Feiertag: - Wyszyńskiego - RETKINIA)                                                           | 9,5 km 3,3 km | 35 6           | 20 5  | Konstal 805Na               | 15 min ---       | 15-20 min | 20 min  |
| 15    | CHOJNY KURCZAKI – Rzgowska, Paderewskiego, rondo Lotników Lwowskich, Politechniki, Żeromskiego, Kopernika, Gdańska, Legionów, pl. Wolności, Pomorska, działki, Telefoniczna, Giewont - STOKI                                         | 13,8 km       | 64-66          | 35    | Cityrunner                  | 15 min           | 15-20 min | 20 min  |
| 16    | PL. NIEPODLEGŁOŚCI – Pabianicka, rondo Lotników Lwowskich, Politechniki, Żeromskiego, Kopernika, Włókniarzy, Limanowskiego, Aleksandrowska – TEOFILÓW                                                                                | 10,8 km       | 49             | 25/26 | Konstal 805Na               | 20 min           | 20 min    | 20 min  |
| 17    | CHOCIANOWICE IKEA – Pabianicka, rondo Lotników Lwowskich, Politechniki, Żeromskiego, Kopernika, Gdańska, Legionów, pl. Wolności, Pomorska, działki - TELEFONICZNA ZAJEZDNIA                                                          | 14,1 km       | 58             | 33    | Konstal 805Na, Cityrunner   | 15 min           | 15-20 min | 20 min  |
| 18    | RETKINIA – Wyszyńskiego, Bratysławska, Karolewska, Bandurskiego, Mickiewicza, Piłsudskiego, Kilińskiego, Rodziny Poznańskich, Węglowa, Tramwajowa, Narutowicza, Konstytucyjna, Pomorska - TELEFONICZNA ZAJEZDNIA                     | 11,6 km       | 44             | 26    | Konstal 805Na, Pesa 122NaL  | 30 min (15 min)  | ---       | ---     |
| 41    | PL. NIEPODLEGŁOŚCI – Pabianicka, rondo Lotników Lwowskich, Pabianicka (Verlauf in Ksawerów), Łódzka (Verlauf in Pabianice) Warszawska, Zamkowa, Łaska – PABIANICE (WIEJSKA)                                                          | 15,3 km       | 50             | 30    | M8CN                        | 24 min           | 30 min    | 30 min  |

Aufgrund von Bau- und Instandsetzungsarbeiten werden zahlreiche Linien im Schienenersatzverkehr bedient oder verkehren als Ersatz für andere Linien zu anderen Zielen. Daher stimmen die Angaben zu Fahrzeit, Haltestellenzahl und Fahrzeugeinsatz nicht zwingend mit der Realität überein.

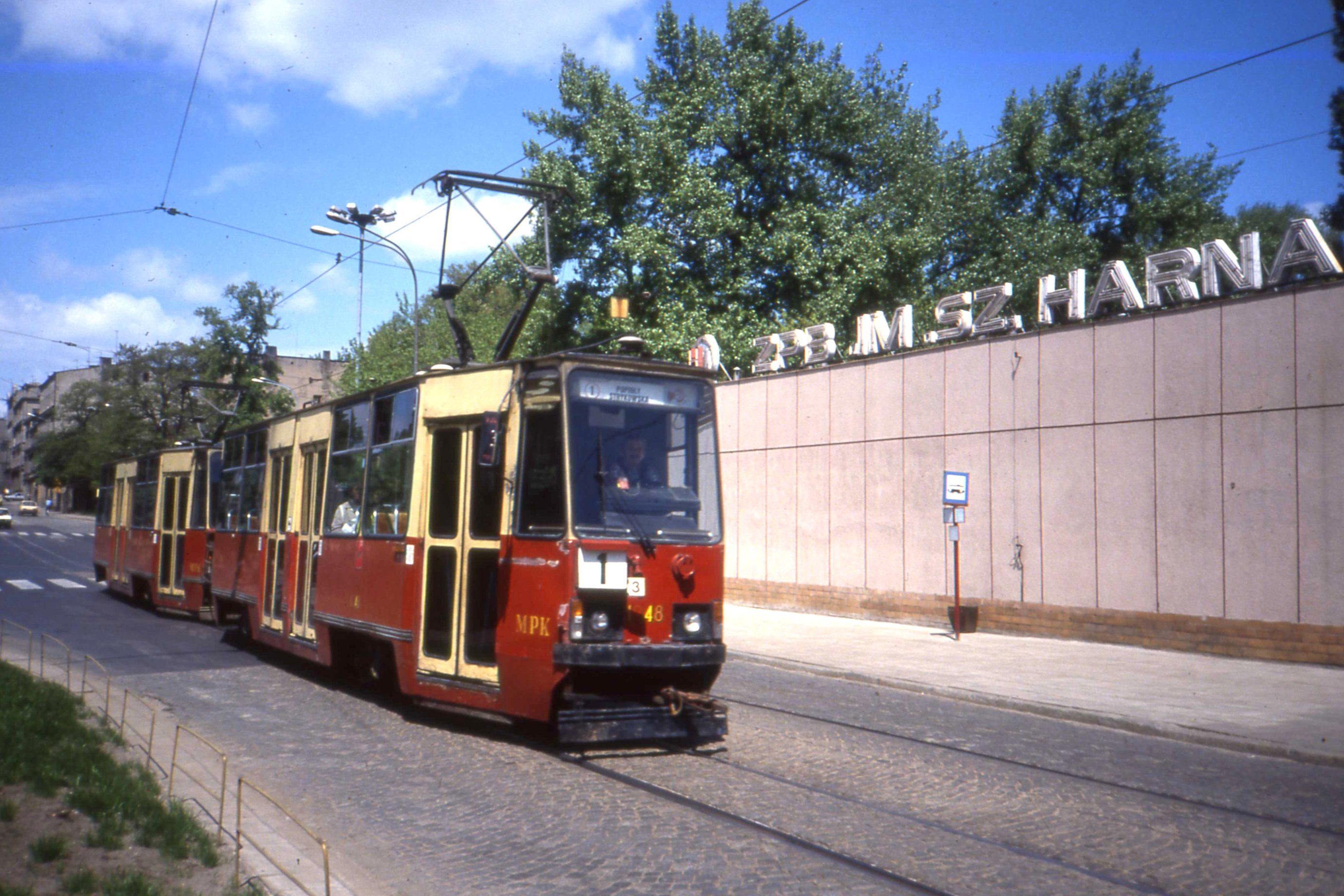
Triebwagen des Typs Konstal 805Na auf der Linie 1. Neu ausgeliefert im Jahr 1983 zeigt sich die Bahn acht Jahre später in schlechtem Unterhaltungszustand.

## Fahrzeuge

### Fahrzeuge im Linienbetrieb
Im Jahr 2025 verfügte die Straßenbahn Łódź über folgende Fahrzeuge:
| Modell/Modernisierung            | Im Linienverkehr seit:           |                                  | Stückzahl | Bild |
| -------------------------------- | -------------------------------- | -------------------------------- | --------- | ---- |
| Konstal 805Na                    | 1977                             |                                  | 6         |      |
| Konstal 805Na ND                 | 2004                             |                                  | 133       |      |
| Konstal 805N-ML                  | 2012                             |                                  | 62        |      |
| Bombardier Cityrunner            | 2002                             |                                  | 15        |      |
| Moderus Gamma LF 06 AC           | 2023                             |                                  | 30        |      |
| AEG/Adtranz GT6M-ZR              | 2023                             |                                  | 10        |      |
| PESA 122N Tramicus               | 2008                             |                                  | 10        |      |
| Duewag M8CN                      | 2014                             |                                  | 18        |      |
| PESA 122NaL Swing                | 2015                             |                                  | 34        |      |
| Duewag MGT6D                     | 2017                             |                                  | 34        |      |
| Stückzahl insgesamt              | Stückzahl insgesamt              | Stückzahl insgesamt              | 352       |      |
| Anteil der (Teil)Niederflurwagen | Anteil der (Teil)Niederflurwagen | Anteil der (Teil)Niederflurwagen | ca. 43 %  |      |

Im April 2017 wurde ein 1994 gebauter MGT6D von der Straßenbahn Bochum/Gelsenkirchen gekauft; durch positive Erfahrungen wurden 35 weitere Wagen dieses Typs von dort übernommen, die bis Ende 2020 vollständig ausgeliefert sind. Bei einem dieser Fahrzeuge rüstete der Verkehrsbetrieb 2025 zunächst probeweise eine Fahrgastraum-Klimaanlage nach, um über einen entsprechenden Umbau weiterer Gebrauchtfahrzeuge zu entscheiden.
Bereits 2009 fuhren vier ursprünglich von der Straßenbahn Hagen stammende und danach bei der Innsbrucker Stubaitalbahn eingesetzte Triebwagen (Baujahr 1960/1961).
Am 3. November 2023 ging die Ära der „Helmuts“, der GT8N zu Ende. Das besondere an diesen Fahrzeuge ist, dass nicht alle direkt aus dem Rhein-Neckar-Gebiet kamen, sondern einige Fahrzeuge (die mit der vierstelligen Wagennummer), auch einige Jahre in Helsinki fuhren.

### Historische und ehemalige Fahrzeuge im Linienbetrieb
- Herbrand VNB-125 - ein Fahrzeug als historisches Fahrzeug erhalten
- HERBRAND GE-58 - von 1910 bis 1958 betrieben, ein Fahrzeug als historisches Fahrzeug erhalten
- U-104 Pulman
- Lilpop II - von 1929 bis 1973 betrieben, ein Fahrzeug als historisches Fahrzeug erhalten
- Lilpop III - von 1939 bis 1973 betrieben, ein Fahrzeug als historisches Fahrzeug erhalten
- Konstal N (Konstal 2N)
- Konstal 4N (Konstal 5N) - ein Fahrzeug mit Beiwagen als historisches Fahrzeug erhalten
- Konstal 102N (Konstal 802N)
- Konstal 803N - von 1973 bis 2012 betrieben, ein Fahrzeug als historisches Fahrzeug erhalten
- Lohner GT6 - von 2009 bis 2012 betrieben
- Düwag GT8 - von 2009 bis 2012 betrieben
- Düwag GT8 Typ Freiburg - von 2006 bis 2012 betrieben
- Duewag-Gelenkwagen GT8N - von 2007 bis 2023 im Einsatz

## Depots und andere Gebäude im Straßenbahnnetz
| Name | Lage                    | Eigentümer | Eröffnung | Anmerkung |
| --- | ----------------------- | ---------- | --------- | --- |
| Straßenbahndepot Nr. 1 Telefoniczna (poln.: Zajezdnia Tramwajowa nr 1 (Telefoniczna))                                     | ul. Telefoniczna        | MPK-Łódź   | 1986      | |
| Straßenbahndepot Nr. 2 Chocianowice (poln.: Zajezdnia Tramwajowa nr 2)                                                    | ul. Pabianicka          | MPK-Łódź   | 1901      | Bis zur Schließung des Depots Dąbrowskiego (Straßenbahndepot Nr. 2) Straßenbahndepot Nr. 3                                                                           |
| Institut für Technologie (Tramwajowa) (poln.: Zakład Techniki)                                                            | ul. Tramwajowa 6        | MPK-Łódź   | 1898/1986 | Bis 1986 Straßenbahndepot Nr. 1, Hauptwerkstatt: zuständig für die Modernisierungen der Straßenbahnen                                                                |
| Institut für Infrastruktur (poln.: Zakład Torów i Sieci)                                                                  | ul. Dąbrowskiego 23     | MPK-Łódź   |           | In der Nähe des ehemaligen Depots Dąbrowskiego |
| Straßenbahndepot der Gesellschaft Tramwaje Podmiejskie Sp. z o.o. (TP) in Brus, (poln.: Zajezdnia Tramwajów Podmiejskich) | ul. Konstantynowska 115 | TP         | 1910      | Bis 1994 das Depot Nr. 4 der MPK. Die TP wurde zum 31. März 2012 aufgelöst und das Depot für den Linienbetrieb geschlossen. Seit Juli 2013 als Museumsdepot genutzt. |
| Straßenbahndepot der Gesellschaft MKT in Helenówek (poln.: Zajezdnia MKT (Helenówek))                                     | ul. Zgierska 256        | MKT        | 1901      | Bis 1993 das Depot Nr. 5 der MPK. Die MKT wurde zum 31. März 2012 aufgelöst und das Depot für den Linienbetrieb geschlossen.                                         |